# Alexanderstraße 23 (Darmstadt)
Das Haus Alexanderstraße 23 ist ein Bauwerk in Darmstadt.

## Geschichte und Beschreibung
Das Haus wurde um das Jahr 1590 erbaut. In dem Gebäude befand sich die Brauerei Kleber.
Im Jahre 1783 wurde das Gebäude – nach einem Brand – umgebaut. Bei dem Umbau wurde das Haus mit einem traufständigen Mansarddach versehen. In dem Gebäude befand sich danach die Brauerei Fay.
Im Zweiten Weltkrieg wurde das Gebäude stark beschädigt. Nach dem Krieg wurde das Haus wiederaufgebaut. Bei dem Umbau wurde das schiefergedeckte Mansarddach des umgebauten Breithauses übernommen.
Die Anordnung und Gliederung der Fenster entspricht nicht dem historischen Vorbild.

## Denkmalschutz
Das Gebäude stammt aus der ersten Alten Vorstadt-Bauphase. Aus architektonischen und stadtgeschichtlichen Gründen gilt das Gebäude als Kulturdenkmal.

## Das Haus heute
Heute beherbergt das Gebäude eine Studentenverbindung (Burschenschaft Germania) und Wohnungen.